# Magyarosy Sándor
Vitéz Magyarosy Sándor (néhol Magyarossy, Óbecse, 1891 – Cleveland, 1972) magyar katonatiszt a második világháború idején.

## Élete, pályafutása
1921-től Magyarország Kormányzója Katonai Irodájának beosztottja, mely tisztségét 1926-ig látta el. 1932 - 1934 között az I. vegyesdandár helyettes vezérkari főnöke volt, majd 1936-tól tényleges vezérkari főnöke lett. 1938 - 1940 között a 2. Határvadász dandár parancsnoki tisztét látta el. 1940 -ben a Vezérkar Főnök Kiképzési csoportfőnöke, egyúttal országos levente parancsnok. 1942-től a Honvédelmi Minisztérium légügyi csoportfőnöke volt, egészen 1944. július 1-jéig. Ekkor nyugdíjba ment, de a nyilas puccsot követően, november 5-én reaktiválták, vezérezredessé léptették elő és németországi magyar kormánybiztos lett 1945. január 28-áig, majd ezt követően a háború végéig „vezetői tartalék”. A szovjetek elől Németországba ment, de amerikai fogságba esett, akik kiadták Magyarországnak, mint háborús bűnöst. 1945. június 19-én lefokozták és kicsapták a honvédségből, 1946-ban két év fegyházra ítélték. Kivándorolt Argentínába, majd az Amerikai Egyesült Államokba.